# Picophagea
A Picophagea, más néven Synchromophyceae fotoszintetikus sárgásmoszatok kládja az Ochrophytina Chrysista kládjában. Kloroplasztiszukat 2 membrán veszi körül, és úgy rendeződnek el, hogy külső membránpárjuk közös. A teljes plasztiszkomplexet 2 további külső membrán veszi körül.

## Történet
A kládot Horn és Wilhelm hozták létre 2007-ben 18S rRNS- és rbcL-szekvenciák alapján. 2009-ben Grant  et al. a Leukarachnion és a Chlamydomyxa labyrinthuloides genetikai elemzésével igazolták, hogy a Picophagea sensu Cavalier-Smith et Chao 2006 – azaz a Chlamydomyxa és a Picophagus csoportja – nem klád. A Leukarachnion+Chlamydomyxa+Synchroma kládot (a Picophagus nélkül) igazolták, de ezt a sárgamoszatok vagy a Synurophyceae lehetséges tagjaként írták le.
Silar 2016-os rendszertanában a Phagochrysia, a Synchromophyceae kládot a Picophagea meg nem nevezett testvércsoportja bazális kládjaként, a Leukarachniont a sárgamoszatok lehetséges testvérnemzetségeként írta le, és a Picophageába 1 fajt (Picophagus flagellatus) sorolt. Adl  et al. 2019-es rendszertanában azonban a Synchromophyceae és a Picophagus egyaránt Ochrophyta incertae sedisként szerepelnek.

## Evolúció
A Picophagea, más néven Synchromophyceae klád az Ochrophytinán és a Chrysistán belül, benne amőboid élőlényekkel, például a mixotróf Synchromonas és a heterotróf Chlamydomyxa, Leukarachnion, Picophagus nemzetségekkel. Filogenetikailag közel van a sárgamoszatok és az Eustigmatophyceae osztályaihoz, és az SII klád tagja.
|  | Bacillariophyceae                                                  |
|  |                                                                    |
|  | \| \| Pelagophyceae \| \| \| \| \| \| Dictyochophyceae \| \| \| \| |
|  |                                                                    |
|  | Pelagophyceae                                                      |
|  |                                                                    |
|  | Dictyochophyceae                                                   |
|  |                                                                    |

|  | Pelagophyceae    |
|  |                  |
|  | Dictyochophyceae |
|  |                  |

|  | Raphidophyceae                                                 |
|  |                                                                |
|  | \| \| Xanthophyceae \| \| \| \| \| \| Phaeophyceae \| \| \| \| |
|  |                                                                |
|  | Xanthophyceae                                                  |
|  |                                                                |
|  | Phaeophyceae                                                   |
|  |                                                                |

|  | Xanthophyceae |
|  |               |
|  | Phaeophyceae  |
|  |               |

|  | Olisthodiscophyceae |
|  |                     |
|  | Pinguiophyceae      |
|  |                     |

|  | Eustigmatophyceae                                                  |
|  |                                                                    |
|  | \| \| Synchromophyceae \| \| \| \| \| \| Chrysophyceae \| \| \| \| |
|  |                                                                    |
|  | Synchromophyceae                                                   |
|  |                                                                    |
|  | Chrysophyceae                                                      |
|  |                                                                    |

|  | Synchromophyceae |
|  |                  |
|  | Chrysophyceae    |
|  |                  |

|  | Olisthodiscophyceae |
|  |                     |
|  | Pinguiophyceae      |
|  |                     |

|  | Eustigmatophyceae                                                  |
|  |                                                                    |
|  | \| \| Synchromophyceae \| \| \| \| \| \| Chrysophyceae \| \| \| \| |
|  |                                                                    |
|  | Synchromophyceae                                                   |
|  |                                                                    |
|  | Chrysophyceae                                                      |
|  |                                                                    |

|  | Synchromophyceae |
|  |                  |
|  | Chrysophyceae    |
|  |                  |

|  | Raphidophyceae                                                 |
|  |                                                                |
|  | \| \| Xanthophyceae \| \| \| \| \| \| Phaeophyceae \| \| \| \| |
|  |                                                                |
|  | Xanthophyceae                                                  |
|  |                                                                |
|  | Phaeophyceae                                                   |
|  |                                                                |

|  | Xanthophyceae |
|  |               |
|  | Phaeophyceae  |
|  |               |

|  | Olisthodiscophyceae |
|  |                     |
|  | Pinguiophyceae      |
|  |                     |

|  | Eustigmatophyceae                                                  |
|  |                                                                    |
|  | \| \| Synchromophyceae \| \| \| \| \| \| Chrysophyceae \| \| \| \| |
|  |                                                                    |
|  | Synchromophyceae                                                   |
|  |                                                                    |
|  | Chrysophyceae                                                      |
|  |                                                                    |

|  | Synchromophyceae |
|  |                  |
|  | Chrysophyceae    |
|  |                  |

|  | Olisthodiscophyceae |
|  |                     |
|  | Pinguiophyceae      |
|  |                     |

|  | Eustigmatophyceae                                                  |
|  |                                                                    |
|  | \| \| Synchromophyceae \| \| \| \| \| \| Chrysophyceae \| \| \| \| |
|  |                                                                    |
|  | Synchromophyceae                                                   |
|  |                                                                    |
|  | Chrysophyceae                                                      |
|  |                                                                    |

|  | Synchromophyceae |
|  |                  |
|  | Chrysophyceae    |
|  |                  |

|  | Bacillariophyceae                                                  |
|  |                                                                    |
|  | \| \| Pelagophyceae \| \| \| \| \| \| Dictyochophyceae \| \| \| \| |
|  |                                                                    |
|  | Pelagophyceae                                                      |
|  |                                                                    |
|  | Dictyochophyceae                                                   |
|  |                                                                    |

|  | Pelagophyceae    |
|  |                  |
|  | Dictyochophyceae |
|  |                  |

|  | Raphidophyceae                                                 |
|  |                                                                |
|  | \| \| Xanthophyceae \| \| \| \| \| \| Phaeophyceae \| \| \| \| |
|  |                                                                |
|  | Xanthophyceae                                                  |
|  |                                                                |
|  | Phaeophyceae                                                   |
|  |                                                                |

|  | Xanthophyceae |
|  |               |
|  | Phaeophyceae  |
|  |               |

|  | Olisthodiscophyceae |
|  |                     |
|  | Pinguiophyceae      |
|  |                     |

|  | Eustigmatophyceae                                                  |
|  |                                                                    |
|  | \| \| Synchromophyceae \| \| \| \| \| \| Chrysophyceae \| \| \| \| |
|  |                                                                    |
|  | Synchromophyceae                                                   |
|  |                                                                    |
|  | Chrysophyceae                                                      |
|  |                                                                    |

|  | Synchromophyceae |
|  |                  |
|  | Chrysophyceae    |
|  |                  |

|  | Olisthodiscophyceae |
|  |                     |
|  | Pinguiophyceae      |
|  |                     |

|  | Eustigmatophyceae                                                  |
|  |                                                                    |
|  | \| \| Synchromophyceae \| \| \| \| \| \| Chrysophyceae \| \| \| \| |
|  |                                                                    |
|  | Synchromophyceae                                                   |
|  |                                                                    |
|  | Chrysophyceae                                                      |
|  |                                                                    |

|  | Synchromophyceae |
|  |                  |
|  | Chrysophyceae    |
|  |                  |

|  | Raphidophyceae                                                 |
|  |                                                                |
|  | \| \| Xanthophyceae \| \| \| \| \| \| Phaeophyceae \| \| \| \| |
|  |                                                                |
|  | Xanthophyceae                                                  |
|  |                                                                |
|  | Phaeophyceae                                                   |
|  |                                                                |

|  | Xanthophyceae |
|  |               |
|  | Phaeophyceae  |
|  |               |

|  | Olisthodiscophyceae |
|  |                     |
|  | Pinguiophyceae      |
|  |                     |

|  | Eustigmatophyceae                                                  |
|  |                                                                    |
|  | \| \| Synchromophyceae \| \| \| \| \| \| Chrysophyceae \| \| \| \| |
|  |                                                                    |
|  | Synchromophyceae                                                   |
|  |                                                                    |
|  | Chrysophyceae                                                      |
|  |                                                                    |

|  | Synchromophyceae |
|  |                  |
|  | Chrysophyceae    |
|  |                  |

|  | Olisthodiscophyceae |
|  |                     |
|  | Pinguiophyceae      |
|  |                     |

|  | Eustigmatophyceae                                                  |
|  |                                                                    |
|  | \| \| Synchromophyceae \| \| \| \| \| \| Chrysophyceae \| \| \| \| |
|  |                                                                    |
|  | Synchromophyceae                                                   |
|  |                                                                    |
|  | Chrysophyceae                                                      |
|  |                                                                    |

|  | Synchromophyceae |
|  |                  |
|  | Chrysophyceae    |
|  |                  |

## Genetika
A Picophagus flagellatus másodlagosan heterotróf faj, mely bár nem rendelkezik plasztiszokra jellemző génekkel, egyes mitokondriális fehérjéi az elvesztett plasztisz genetikai nyomai lehetnek.

## Rendszertan
Az AlgaeBase szerint a klád 2019-ben 2 nemzetségből állt:
- Picophagea Cavalier-Smith 2006 emend. 2017 [=Synchromophyceae S. Horn et C. Wilhelm 2007]
  - Synchromales Horn et Ehlers 2007
    - Synchromaceae Schnetter et Ehlers 2007
      - Synchroma Schnetter 2007

  - Chlamydomyxales
    - Chlamydomyxaceae
      - Chlamydomyxa Archer 1875

Azonban Cavalier-Smith 2018-as rendszertana további 4 nemzetséget (Chrysopodocystis, Guanochroma, Leukarachnion, Picophagus) ismert el, és a Picophageát a Limnistia főosztályba sorolta.
A Picophagus Adl  et al. 2019-es rendszertanában Chrysista incertae sedisként szerepelt a szintén ismeretlen helyzetű Synchromophyceae kládon kívül.
A Picophagea a sárgamoszatok és a Synurophyceae lehetséges testvércsoportja.

## Élőhely
Tengerekben